# 87 (număr)
87 (optzeci și șapte) este numărul natural care urmează după 86 și este urmat de 88.

## În matematică
87:
- Este al 30-lea număr semiprim[1][2] și al 26-lea semiprim distinct.[3] În afară de el însuși și 1, are 2 divizori (3 și 29). Este a 8-lea semiprim de forma 3.q.
- Este un număr defectiv, deoarece suma divizorilor săi proprii este mai mică decât el însuși (1 + 3 + 29 = 33 < 87).
- Este un număr Størmer.[4][5]
- Este suma pătratelor primelor patru prime: 87 = 22 + 32 + 52 + 72.
- Este suma sumelor divizorilor primelor 10 numere întregi pozitive.[6]
- Este rezultatul scăderii primelor cinci factoriale, luate în ordine descrescătoare: 87 =  5! - 4! - 3! - 2! - 1!.

## În știință

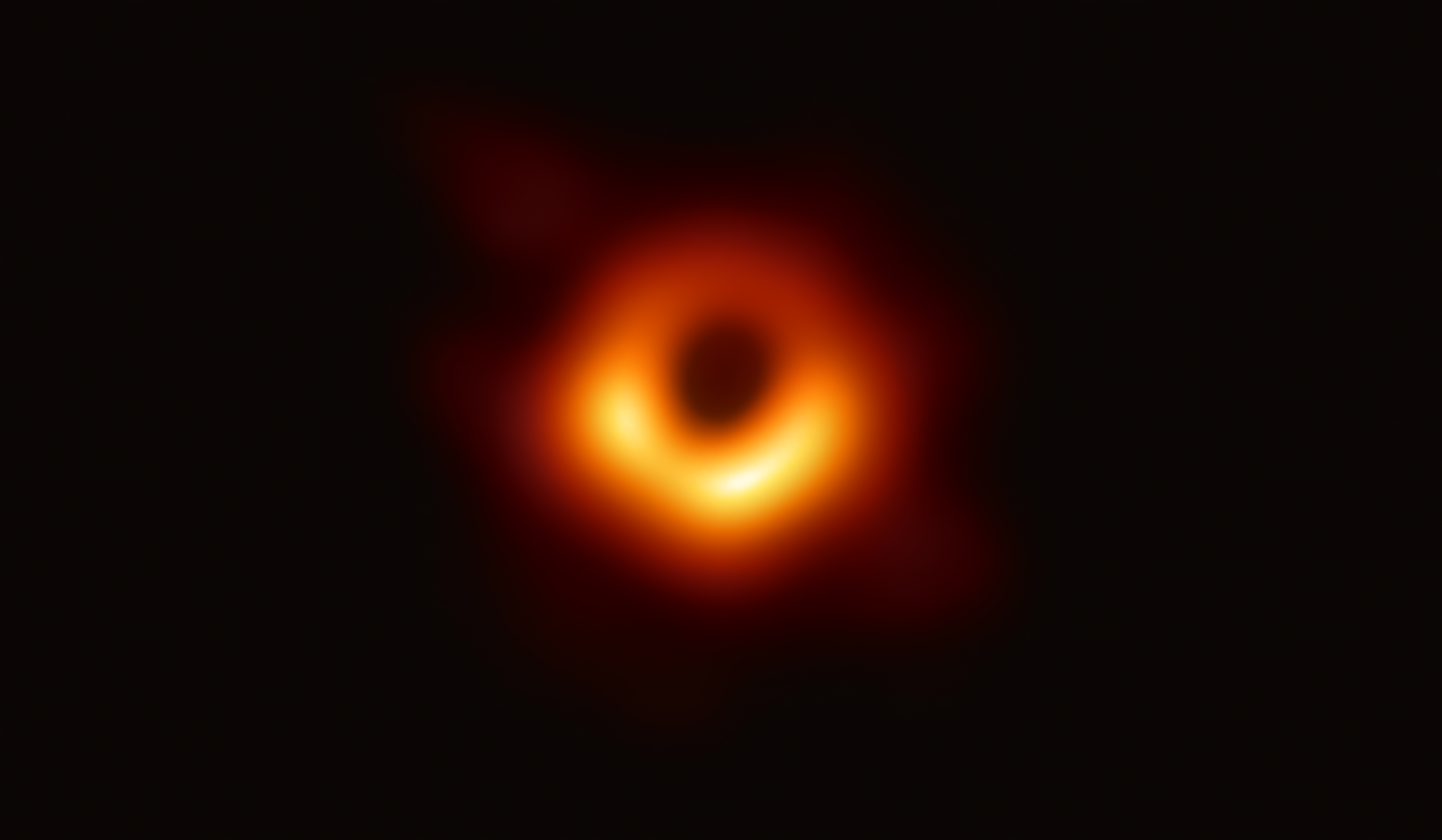
Gaura neagră supermasivă M87*

- Este numărul atomic al franciului.[7]

### Astronomie
- NGC 87 este o galaxie neregulată din constelația Phoenix.
- Messier 87 este o galaxie eliptică din constelația Fecioara.
- M87* este o gaură neagră supermasivă, prima gaură neagră care a fost fotografiată.
- 87 Sylvia este un asteroid din centura principală.

## În alte domenii
Optzeci și șapte se mai poate referi la:
- Codul pentru departamentul francez Haute-Vienne.
- Junkers Ju 87, un avion de luptă german din timpul celui de-Al Doilea Război Mondial.
- Sonetul 87, unul din cele 154 de sonete scrise de William Shakespeare.
- E87, un drum european.